# Michal Slivka (régész)
Michal Slivka (Létánfalva, 1948. július 9.) szlovák régész.

## Élete
Katolikus földműves családból származott. Édesapját a kommunista fordulat után üldözték. A családtagok meggyőződéses kiállása miatt, többek szembekerültek az akkori hatalommal. Nagybátyját Illaván börtönözték be, őt magát elutasították az egyetemről.
1967-1968 között a nyitrai Régészeti Intézet munkatársa. 1968-1974 között a Comenius Egyetem régészet szakán tanult. 1974-1981 között a Szlovák Műemlékvédelmi Hivatal munkatársa. 1980-ban kisdoktorit szerzett. 1981-1993 között a nyitrai Régészeti Intézet munkatársa. 1986-tól a menedékkői karthauzi kolostor feltárását és felújítását szervezi. 1992-ben Nyitrán a Történelemtudományok kandidátusa címet szerzett. 1994-től a Comenius Egyetem docense. 1993-1996 között a Nagyszombati Egyetem munkatársa. 1996-1997 között a Comenius Egyetem néprajz és religionisztika tanszékének munkatársa. 1996-tól a régészeti tanszék munkatársa. 1998-2001 között a tanszék vezetője volt.
1994-1995-ben vendégelőadó Németországban, Eichstättben és Bambergben. 1996-2009 között a Nagyszombati Egyetemen, 2005-2007 között a Rózsahegyi Katolikus Egyetemen, 2006-ban a brünni Masaryk Egyetemen tartott előadásokat.
1975-től tagja a Szlovák Régészeti Társaságnak. 1999-ben a Poľsko-Slowacka Komisija Nauk Humanisticznych bizottság tagja. 2002-2004 között a Kulturális Minisztérium Régészeti Tanácsának tagja. 2002-2005 között a Comenius Egyetem Akadémiai Szenátusának tagja. 2005-2007 között a Kulturális Minisztérium Műemléki Tanácsának tagja. A Musaica és az Archaeologia historica szerkesztőbizottságának tagja.
Elsősorban szakrális műemlékeket (Aranypataka, Haraszt, Hárskút, Késmárk, Menedékkő, Oroszvár, Poprád, Pozsonyszőlős, Savnik, Trencsén), várakat és nemesi székhelyeket (Kapi, Káposztafalva, Nagysáros, Ólubló, Tapolymeggyes, Tapolyradvány, Tarcavajkóc, Tőketerebes) kutatott.

## Elismerései

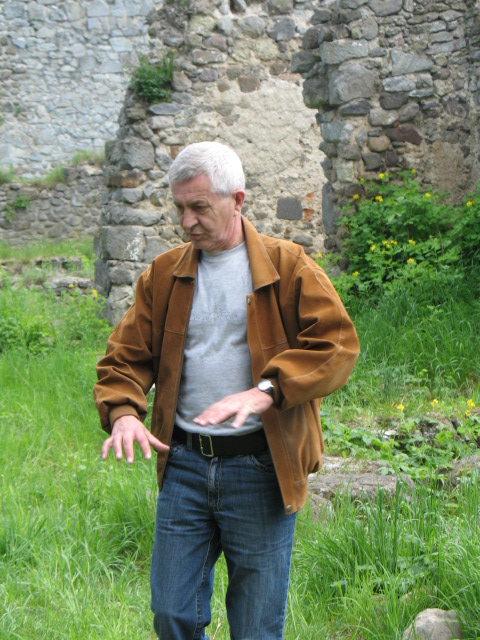
2006-ban
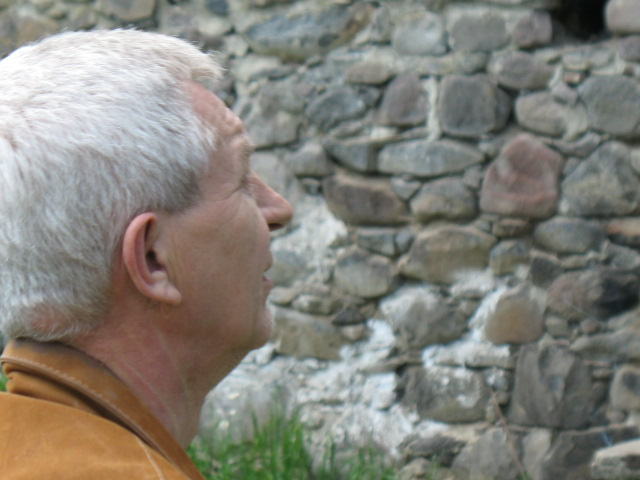

- 2004 a Nagyszombati Egyetem elismerése
- 2005 Fra Angelica díj
- 2005 a Jagelló Egyetem Wacław Felczak és Henryk Wereszycki díjai
- 2025 a Nagyszombati Egyetem tiszteletbeli doktora

## Művei
- 1978 Stredoveké hutníctvo a kováčstvo na východnom Slovensku 1. In: Historica Carpatica 1978/9, 217-263.
- 1980 Stredoveké hutníctvo a kováčstvo na východnom Slovensku 2. In: Historica Carpatica 1980/11, 218-288.
- 1981 Stredoveké hutníctvo a kováčstvo na východnom Slovensku 3. In: Historica Carpatica 1981/12, 211-276.
- 1984 Parohová a kostená produkcia na Slovensku v období feudalizmu. Slovenská archeológia 32/2, 377-429.
- 1991 Mittelalterliche figurale Keramik in der Slowakei. Slovenská archeológia 39/1-2, 331-364.
- 1991 Hrady a hrádky na východnom Slovensku. Košice (tsz. Adrián Vallašek)
- 2001 Doterajšie poznatky z dejín a kultúry kresťanstva na Slovensku (4.-15. stor.). In: Studia Archaeologica Slovaca Mediaevalia III-IV
- 2003 Terra Scepusiensis – Stav bádania o dejinách Spiša. Levoča – Wrocław
- 2006 Uctievanie svätých na Slovensku – k problematike výskumu patrocínií. In: Studia archaeologica Slovaca Mediaevalia 5, 91-162.
- 2009 Kostol sv. Štefana kráľa v Bernolákove. In: Musaica 26, 189-210.
- 2009 Tzv. Lapis baptismalis z Boldogu. In: Ružomberský historický zborník 3, 103-111.
- 2010 Ku genéze sakrálnych stavieb v Spišskej Kapitule. In: Z dejín Spišského prepoštstva. Spišské Podhradie, 43-50.
- 2010 Historiografia spišskej historickej antropológie stredoveku. In: Kultúrne dejiny 1/1, 44-100.
- 2013 Pohľady do stredovekých dejín Slovenska. Martin